# Freycinetia apayaoensis
Freycinetia apayaoensis är en enhjärtbladig växtart som beskrevs av Elmer Drew Merrill. Freycinetia apayaoensis ingår i släktet Freycinetia och familjen Pandanaceae. Inga underarter finns listade.